# ميقونة ستانلية
ميقونة ستانلية (الاسم العلمي:Mucuna stanleyi) هي نوع من النباتات تتبع جنس الميقونة من الفصيلة البقولية.